# L'identità sessuale dai Greci a Freud
L'identità sessuale dai Greci a Freud è un saggio storico scritto da Thomas Laqueur nel 1990, che indaga sulle diverse rappresentazioni dei generi sessuali dagli antichi Greci in poi.

## Il linguaggio e la carne (introduzione)
- Questo saggio ha per oggetto il contrasto millenario tra Corpo e Genere, vale a dire tra corpo e cultura. Prima del 1750 essere uomo o donna significava, ancora prima di avere un corpo, possedere un ruolo sociale.
- Nella seconda metà del Settecento - e solo allora - si giunge a concepire la possibilità che "la maggioranza delle donne non sia un granché turbata dai sentimenti sessuali": la presenza/assenza dell'orgasmo divenne cioè un contrassegno biologico della differenza sessuale.
- Fino ad allora la differenza sessuale era considerata come un'omologia di organi, che gli uomini presentavano al di fuori e le donne al di dentro. Ma nel tardo Settecento questo modello unidimensionale cede il passo ad un radicale dimorfismo; un secolo dopo questa differenza radicale arriverà fino al livello dei componenti elementari microscopici.
- La scienza non è affatto sintonizzata con l'evoluzione culturale: proprio all'apice della concezione dimorfistica (1850), la biologia andava nel senso opposto, riformulando l'isoformismo sessuale a livello embriologico, con la scoperta che pene e clitoride hanno la stessa origine nel feto. ("Da sola l'epistemologia non produce due sessi opposti. Perché ciò avvenga occorrono talune circostanze politiche").
- Secondo Michel Foucault, la sessualità non è una qualità intrinseca della carne, e neppure un impulso biologico. Essa è "una maniera di modellare l'io nell'esperienza della carne", e si costituisce a partire da certe forme di comportamento. La sessualità è una sorta di opera d'arte.
- Le teorie della differenza sessuale hanno influenzato il corso del processo scientifico e l'interpretazione di particolari risultati sperimentali. La biologia - come la letteratura - non riproduce la realtà, ma la costruisce. Perciò occorre coinvolgere esplicitamente la biologia nei dilemmi interpretativi della letteratura. In questo consisterebbe la lezione dello strutturalismo: gli esseri umani impongono il loro senso dell'opposizione (bianco/nero, acceso/spento, maschio/femmina) ad un mondo fatto di gradazioni continue di differenze e somiglianze.

## Il destino è l'anatomia
L'ossimorico corpo monosessuale, dove i confini tra maschio e femmina sono politici: differenza e desiderio sono modellati più dalla retorica che dalla biologia.
- Secondo Galeno "Tutte le parti che hanno gli uomini le hanno anche le donne (all'interno)"; i genitali femminili sono la versione imperfetta dei maschili, come gli occhi ciechi della talpa sono la versione imperfetta dei nostri occhi.
- Aristotele, benché convinto dell'esistenza di due sessi come filosofo-naturalista, è persuaso dell'immaterialità del carattere mascolino, e si adopera dunque a demolire le distinzioni organiche tra i sessi. Gli organi sessuali fisici sono considerati perciò contrassegni contingenti; la verità naturale del sesso mascolino o femminino era l'opposizione attivo/passivo; non c'è nessun tentativo di fondare i ruoli sociali sulla natura. La paternità, non il pene, caratterizza l'uomo. Per Kaulos si può intendere sia il pene che la vagina che il clitoride: la confusione terminologica deriva da una mancata esigenza, da parte degli studiosi, di sviluppare un preciso vocabolario anatomico.
- Fino a tutto il Medioevo i fluidi corporei e gli organi sono ritenuti tutti in comunicazione tra loro: lo sperma, ad esempio, è sangue raffinato (la schiuma del sangue) che passa nel cervello e poi attraverso midollo, reni, testicoli, giunge al pene. Questo sangue, le donne, meno calde degli uomini (prive cioè del calore necessario a farlo schiumare), lo perdevano o con le mestruazioni o lo raffinavano in maniera meno imperfetta, sotto forma di nutrimento per il feto o di latte (Isidoro di Siviglia).

Secondo Aristotele anche gli uomini, se munti regolarmente, produrrebbero latte. I fluidi riproduttivi (seme maschile e femminile, sangue, latte) erano distinti non morfologicamente, ma gerarchicamente: non in un rapporto di opposizione, ma di contiguità.
- Per Aristotele solo l'uomo produce un seme; per Galeno esiste un seme maschile ed uno femminile; per Ippocrate il seme maschile (forte) o femminile (debole) può essere prodotto sia dal maschio che dalla femmina: è la maggior quantità di seme forte o debole ottenuto con le due emissioni a determinare il sesso del nascituro, in una "battaglia dinanzi all'utero". L'idea galenica e poi ippocratica che anche la femmina produca seme può provocare un dubbio inquietante: che bisogno ha dunque la donna dell'uomo per generare? E se l'uomo fosse un semplice strumento per scaldare e rimescolare il seme della donna? Credere all'importanza del maschio nella riproduzione è necessario, ma difficile: così come nel caso dell'invisibile Dio ebraico (vedi Freud, L'uomo Mosè e la religione monoteista) occorre prestare fede ad una deduzione, contro l'evidenza materiale dei sensi.
- Per gli Antichi la libido non aveva sesso. Causa della libido è il seme, che produce smania nella parte del corpo predisposta. Galeno non spiega chiaramente se l'utero abbia un'erezione o no. Aristotele, per proteggere la differenza filosofica tra causa efficiente (maschile) e materiale (femminile) arriva a postulare la possibilità di un concepimento senza orgasmo femminile. Del resto anche nel maschio il piacere è dovuto allo sfregamento, non all'emissione. L'orgasmo è comune ad entrambi i sessi, ma è gerarchicamente ordinato.
- Le esigenze della cultura: nel mondo monosessuale era spesso difficile marcare le differenze. Nella favola degli ermafroditi (Simposio di Platone) il sesso sembra un aspetto secondario. L'omosessualità è tollerata finché non lede lo status. Lo schiavo non ha sesso. Per Aristotele "sperma" è sineddoche per 'cittadino'. In Isidoro di Siviglia: solo gli uomini hanno sperma (solo loro danno ai discendenti i diritti ereditari), oppure solo le donne (nel caso di figli illegittimi sono loro a conferire i diritti), oppure entrambi (chi dà al figlio le proprie sembianze). Si vede qui come a definire il figlio l'aspetto culturale (il diritto ereditario) e naturale (le sembianze) costituissero un tutto unico.
- Il modello monosessuale passerà senza grandi distorsioni attraverso Sant'Agostino e gli altri Padri della Chiesa, lungo tutto il medioevo cristiano (anche se si accentua il carattere irrazionale del sesso, conseguenza forse dalla caduta di Adamo).

## Nuova scienza, una sola carne
- Nel Cinquecento si fa strada "una scienza nuova e di impronta deliberatamente revisionista" (alcuni studiosi all'inizio del secolo sostengono di avere "scoperto" la clitoride), che tuttavia non modifica il modello monosessuale, ma lo rafforza, proclamando con vigore che la Verità e il progresso non stavano nei libri, ma nel corpo aperto o appropriatamente esibito. I frontespizi e le altre illustrazioni delle opere di anatomia inizieranno e continueranno ad invocare innanzi tutto l'autorità di un corpo teatralmente aperto e scoperchiato. Credere è vedere: le rappresentazioni di Andrea Vesalio del pene/vagina (con un lieve sforzo di immaginazione è possibile vedere la vagina nel disegno del pene, tanto è marcata l'omologia) non sono né il risultato di determinate convinzioni rappresentative, né il frutto di un errore, ma il risultato di una concezione del mondo. "Era l'ideologia, e non la precisione delle osservazioni, a determinare in quale modo [gli organi] venivano visti, quali differenze contavano e quali no". Anche chi (H. Crooke) cerca prove contro la somiglianza degli organi maschili e femminili, ne trova di marginali rispetto alla nostra moderna prospettiva. Bartholin critica gli isomorfismi ma resta nel modello monosessuale, J. Duval obietta che un utero rovesciato è meno simile ad un pene che ad una bottiglia: ma la bottiglia ha la stessa forma della "braghetta" che compare, con chiara allusione sessuale, in François Rabelais (Pantagruel) ed in un ritratto del Pontormo.
- Il linguaggio della differenza e dell'identità: "Un linguaggio che distinguesse gli organi maschili dagli organi femminili non esisteva e non occorreva che esistesse". Come sostiene Thomas Kuhn, "è impossibile tradurre l'uno nell'altro i linguaggi di due teorie separate da una rivoluzione": allo stesso modo è impossibile tradurre i fumosi e ambivalenti termini rinascimentali nei nostri. "Fu probabilmente la politica del genere nel mondo reale a produrre nei testi l'insistente reiterazione dell'idea che in realtà non esistevano donne affatto."
- La verità del modello monosessuale. In un mondo in cui lo spreco di seme era cosa grave, nessuno presta attenzione alle prove che smentiscono la necessità dell'orgasmo femminile al fine della procreazione. L'antica idea della fungibilità dei fluidi (dal cervello al pene) trova persino il sostegno della scoperta di Vesalio della vena renale sinistra, dalla quale partono le vene ovariche, che avrebbe dovuto invece smentire la nozione di Galeno. Mentre la scoperta (di Leonardo da Vinci) che i vasi epigastrici non partono dall'utero e dalle vie vascolari reali viene semplicemente ignorata. La 'cronaca' che forniva esempi a questi anatomisti, parlava di uomini che allattavano, o di donne che in Brasile non erano soggette a mestruazioni perché perdevano il sangue da appositi tagli nei ginocchi, mentre per gli uomini era comunque opportuno un salasso in primavera… "Le componenti verificabili del modello dell'unica carne erano dunque sorrette da un'intera tradizione clinica."
- Corpi e metafore. Ma esiste anche una retorica della differenza, alternativa all'anatomia degli isomorfismi, che proclama le verità uniche del corpo femminile. Anche questa maniera di parlare, a ben vedere, dispone comunque la verità sessuale lungo un asse verticale, gerarchico. "In nessuno dei due la collocazione dei sessi entro la grande catena dell'essere è puramente metaforica, ma nemmeno ha una fase puramente corporea [...] il discorso dell'unica carne [...] sembra considerare gli organi, e le qualità dei corpi in generale come elementi in una serie di significati…" Ad esempio l'utero vagante, credenza folklorica, rimane all'ordine del giorno nell'anatomia ufficiale fino al Secolo XVIII, quando ormai da secoli l'anatomia di Vesalio ne aveva reso assurdo il senso letterale. E cos'erano gli umori (sangue, bile, flegma…)? Né attributi corporei né mere metafore.

## La rappresentazione del sesso
La natura del sesso è il risultato non della biologia, ma dei bisogni che noi portiamo nel parlarne.
Nulla di specificatamente corporeo è peculiare a ciascun sesso.
Il doppio significato medievale-rinascimentale della parola cosmos (microcosmo, il corpo; macrocosmo, l'universo): la nuova scienza, 'autonoma' dalle autorità del passato, era in realtà ben radicata in questa tradizione metaforica. (Ad esempio le specie vegetali del genere Orchis eccitavano l'appetito venereo "in virtù della loro somiglianza coi testicoli". J. Tanner: "Nell'uomo, come in un cannocchiale, può essere vista Madre Terra". L'uomo è una mappa-epitome dell'universo. Le mestruazioni sono chiamate "fiori" della donna, la biologia funge da immagine, da cassa di risonanza della poesia. È un modello grottesco del corpo umano (carnevalesco, direbbe Michail Bachtin), cosmico, universale, sociale, i cui avvenimenti essenziali sono le espulsioni, attraverso pene(/vagina) e intestino.

### La rappresentazione dell'unico sesso in un mondo bisessuale
"Del corpo si scrive, e lo si raffigura, come se rappresentasse il regno del genere e del desiderio, in cui le differenze sono solo di grado. Ne Il Cortegiano di Baldassarre Castiglione è vivacemente dibattuto se un corpo 'eccessivo' non femminilizzi il maschio o viceversa. Montaigne e A. Paré testimoniano entrambi un caso di cambiamento di sesso: la spiegazione è che un accesso di calore avrebbe spinto improvvisamente fuori dall'utero/pene i testicoli. Questo può accadere, ma non può accadere l'opposto: sarebbe un paradosso. Montaigne attribuisce molta importanza alla forza dell'immaginazione, ma a volte sembra piuttosto fantasticare sul suo pene. Alla corte di Francesco I di Francia l'anatomista Estienne produce "immagini anatomiche" che catturano l'occhio per la teatralità spettacolare, non per i loro organi. È la superficie che conta, "il teatro, il gioco delle apparenze": così anche nel Ragionamento della Nanna di Pietro Aretino.

### Sesso, genere, medici e legge
In certi casi il pene viene considerato uno status sociale. Anche nel caso dell'ermafrodito di Rouen, nonostante l'attenzione clinica per gli organi, la questione principale era: è costui degno di occupare il rango di maschio? L'escissione di Henrika Schuria (lesbica che penetrava le compagne col clitoride) mostra come solo l'isomorfismo pene/utero sia accettato: l'isomorfismo pene/clitoride (per noi moderni forse più accettabile) invece infastidisce.
Per le autorità il passaggio da un sesso all'altro doveva essere avvenuto in seguito ad un incidente, in maniera istantanea: così come istantaneo era il cambiamento di status della donna con il matrimonio. Parlando di una donna che si finge maschio, Montaigne usa la terza persona maschile finché essa non viene riconosciuta come femmina.
P. Zacchia risolve giuridicamente la questione dell'ermafroditismo con la sua opera Quæstionum medico-legalium: 19 pagine in folio su "chi debba essere detto uomo e chi donna": sugli ermafroditi maschi o femmina può decidere l'osservatore professionalmente esperto. Eppure, anche nell'apparentemente arido lessico legale è permesso ravvedere l'ideologia: l'ermafrodito il cui membro è sufficientemente grande per essere considerato maschile, gode del beneficium clitoridis (e non, più semplicemente, di un amplificatio clitoridis). In realtà in Zacchia linguaggio politico, giuridico, biologico, sono la stessa cosa.
Perché una femmina può diventare maschio ma non viceversa? Per ragioni anatomiche? No, per un elementare principio di termodinamica: "la natura tende sempre a ciò che è più perfetto".

### William Harvey
Disputations touching the Generation of Animals, di William Harvey, è "l'ultima grande esposizione della generazione e del corpo profondamente ancorata all'estetica politica e del modello monosessuale". Al contrario dell'Exercitatio, le Disputations sono un'"opera aperta", ed inconcludente, nella quale non si riesce ad abbattere il modello monosessuale, e la politica tracima ancora nella scienza. Eppure Harvey abbandona Aristotele, sostenendo che causa materiale ed efficiente si trovano entrambe nella femmina. E abbandona Galeno, smentendo che i fluidi (semi) maschili e femminili si mescolino nell'atto del concepimento. Per Harvey lo sperma accende l'uovo agendo per contagio: è 'stella', portatore della fiamma celeste. L'orgasmo femminile non è segno di inseminazione, ma resta l'apice della forza vitale del corpo. "Lo sperma permette a un'idea - il primordium o uovo - di essere generato nel cervello uterino della donna".

## La scoperta dei sessi
Il capitolo ricostruisce il crollo del modello monosessuale e il progressivo insediamento dei "due sessi": conseguenza di una rivoluzione epistemologica e socio-politica.
- A metà del Secolo XVIII uomo e donna sono ormai considerati diversi da un punto di vista biologico, nell'apparato osseo ed in quello nervoso. E in quello sessuale: finalmente battezzate vagina e ovaie. Ma i due sessi furono reinventati come un nuovo fondamento del genere (nel frattempo il modello monosessuale sopravvive nella letteratura divulgativa (ossia 'scientifica' di serie b, e tra i medici).
- I motivi di questa rivoluzione? Vi sono spiegazioni epistemologiche: 
  - a) Si afferma lo scetticismo (passione settecentesca), si marca lo spartiacque tra Vero e Falso, ossia tra sesso biologico e genere teatrale.
  - b) Secondo Michel Foucault questo periodo è la fine dell'epistème del micro-macrocosmos: sparito il macrocosmo, resta solo la carne, il sesso, e ad esso spetta il lavoro che prima spettava al genere (istituire una gerarchia tra maschi e femmine).
- C'è anche una possibile spiegazione politica: col venire meno dell'ordine trascendentale, la battaglia tra sessi e classi per il potere si sposta sul corpo.
- Ma il modello delle differenze sessuali non gode a dire il vero di grande stabilità. Gli scienziati appoggiarono gli ideologi col loro prestigio, più che con effettive scoperte. 
  - Secondo Poullain de la Barre (di scuola cartesiana) la mente non è il corpo, la mente non ha sesso.
  - Per Thomas Hobbes nessuna specie di autorità (neanche quella del maschio sulla femmina) ha fondamenti nella natura o sul cosmo.
  - Secondo John Locke la decisione ultima spetta all'uomo, più capace e più forte: i corpi sono fondamento, non segno, della comunità civile.
  - Per Alexis de Tocqueville dalla rivoluzione americana in poi è necessario tracciare nuove linee di azione anche per i sessi.
- Le vecchie rappresentazioni tracollano lentamente. Nel 1700 è battezzata la vagina, nel 1770-80 Spallanzani riesce ad ottenere l'inseminazione artificiale su una cagna. (Il che non provava ancora che fosse possibile un'analoga operazione sulla donna). Del resto nel 1785, sul primo testo inglese di medicina legale, le donne stuprate sono ancora dette acquiescenti. Solo nel 1820 tutto è risolto, nel senso che al sistema ovarico è riconosciuto di poter lavorare inconsciamente e senza segni esteriori. L'anatomia è basata sull'osservazione, ma anche sull'estetica della rappresentazione. Anche queste immagini sono il prodotto di un'attività che ha carattere sociale: devono essere belle, secondo i canoni dell'estetica già teorizzata da Winckelmann (la bellezza assoluta, somma di tante bellezze parziali). Per von Soemmering lo standard anatomico deve necessariamente essere bellissimo.
- Embriogenesi e omologie galeniane: "vien fatto di sospettare che la differenza sessuale sia stata creata malgrado le nuove scoperte, e non in forza di esse… si sapeva fin dal Secolo XVIII che pene e clitoride avevano origine embriologica simile… e la moderna cartografia genitale sembra riprodurre la lezione di Galeno."
- Spermatozoo e uovo: Nel 1651, Harvey sostiene che la vita trae origine da un uovo; nel 1672 De Graaf trova il follicolo; nel 1670 Leeuwenhook scopre che lo sperma contiene "animaletti" (con che è salva la dignità maschile nella partecipazione attiva alla procreazione, che Harvey aveva messo in serio pericolo). Il sesso "sociale" si proietta sul sesso biologico, e persino dagli animali alle piante. Quando esce, la tassonomia botanica di Linneo è ritenuta indecente. Verso il 1850 finisce la corsa a cercare in ogni tipo di manifestazione naturale la riproduzione sessuale.
- Nel 1876 Oskar Hertwig dimostra che la fecondazione è l'unione dei nuclei dello spermatozoo e dell'ovaia, l'uno nell'altra: fino alla scoperta del DNA il dimorfismo incommensurabile è fornito di un paradigma microscopico inattaccabile.
- Ovaia e natura della donna: occorre smascherare la traduzione di fatti concernenti la riproduzione in fatti di differenza sessuale. L'ovaia, si dice, rende la donna "quel che è": e si comincia allora a praticare, prima ancora di provarne l'utilità, l'ovariectomia bilaterale nei casi di isteria, come una sorta di 'castrazione femminile'. L'esperienza veterinaria, che dimostrava la scarsa utilità dell'operazione, fu pervicacemente ignorata. Migliaia di ovaie asportate perché qualche medico aveva "preso alla lettera la sua sineddoche".
- Orgasmo e differenza sessuale: La scienza si fabbricava nuove idee circa l'apassionalità femminile, ma non è che trovasse molte prove. Fino al 1830 circa la convinzione generale era che l'ovulazione avvenisse solo per effetto del rapporto sessuale. Si arriva a considerare le tracce di corpi lutei nelle vergini come prove di attività masturbatoria. Insomma l'ovulazione è vista come attività venerea. La donna che concepisce prova necessariamente l'orgasmo: ma non è necessario che la donna che prova l'orgasmo "provi qualcosa". Le donne insomma sperimentano l'erezione come gli uomini, ma in assenza di sensazioni. Certo, si trattava di un campo nel quale era difficile fare misurazioni. Cause di infertilità di natura morale fanno capolino nel mondo del sesso scientifico.

## Il sesso socializzato
Mentre la nuova scienza del sesso si intreccia con le rivendicazioni culturali, il modello monosessuale dà prove della sua perdurante vitalità.
1. Politica e teoria politica. John Locke è il primo a formulare un'obiezione al modello illuministico che conferisce pari dignità ad ambo i sessi. Con la Rivoluzione francese nasce il femminismo e l'antifemminismo; ma "per entrambi il posto della donna è determinato dal corpo". Gli antifemministi considerano l'assetto sociale basato sulla differenza del corpo maschile da quello femminile; le femministe rivendicano spazi e competenze proprio in virtù di queste differenze. E tuttavia una teoria "portante" come quella liberale del contratto sociale prendeva le mosse da un corpo asessuato: come legittimare allora il dominio reale del maschio sulla femmina? "Contrabbandando caratteristiche sociali nello stato di natura". A prova di ciò, Rousseau e Pufendorf dimostrano che si può disporre degli stessi dati scientifici e arrivare a conseguenze ideologiche opposte. Per Rousseau l'"aspetto morale" artificiale dell'amore nasce con la "modestia femminile": cioè in un fatto allo stesso tempo fisiologico (la donna non ha stagioni di 'calore') e culturale (la donna non si concede). Come se la Caduta, o comunque il passaggio dell'uomo dal naturale al culturale, coincidesse col primo negarsi della donna all'uomo. Per Miller i sessi si differenziano con le civiltà. E sono le stesse prime femministe ad indicare come caratteristiche della "sfera separata" di competenza femminile modestia e moralità: caratteristiche che a loro avviso si possono leggere nel corpo femminile. I rapporti sono capovolti: l'uomo è accusato di non usare la testa perché non ha l'utero.
2. L'ovulazione nel ciclo mestruale. Anche nell'istologia e nella fisiologia le osservazioni si trasformano in materiale per l'arte. Darwin dà una spiegazione darwiniana: l'evoluzione sviluppa nei maschi un'attitudine al coraggio, nelle femmine alla modestia femminile. (Cenni sulla frenologia). Nel 1843 si scopre l'ovulazione femminile spontanea nei cani; ma un uovo fecondato umano lo si vide soltanto nel 1930. Si credeva che l'ovulazione seguisse immediatamente il mestruo. "Il concepimento avviene durante e subito dopo il periodo" (la metà del ciclo era invece da secoli considerato il momento meno indicato per concepire). In questo modo il mestruo finiva col venire identificato col calore, ed indicato con termini quali foia, Burnst, estro… Per Heape la differenza dell'appetito genitale rende in ogni punto maschio e femmina differenti. Oppure il mestruo viene interpretato come momento distruttivo, punto debole di ogni donna. Sono insomma "gli imperativi della cultura e dell'inconscio a dettare il linguaggio sessuale". Anche quando a scrivere è una femmina o femminista: la Jacobi sostituisce all'icona della debolezza quella della nutrizione, affermando che "istinto sessuale e capacità riproduttiva rimangono separati". Ed ancora, in un sobrio manuale di anatomia del 1977 si può leggere questa descrizione metaforica della mestruazione: "L'utero piange per non poter nutrire un bambino". La stessa letteratura ottocentesca etnografica è generata in parte da pressioni politiche; i pellerossa vanno in calore, gli europei no. Per Wostenbolm, nel 1893, le mestruazioni erano un segno dell'oppressione maschile. E ancora oggi si scrivono studi scientifici in cui si cerca di dimostrare l'esistenza di cicli di interesse sessuale in rapporto al mestruo.
3. Masturbazione e prostituzione. Il 'vizio solitario' ed il male sociale erano considerate patologie sociali che avevano ripercussioni sul corpo così come nei secoli precedenti blasfemia e dissolutezza dei genitori generavano figli mostruosi. Per Foucault la letteratura onanistica del Settecento e Ottocento "genera il desiderio erotico allo scopo di controllarlo". Il male solitario è male in quanto solitario. Intanto nel Settecento si apre la discussione sulla liberazione del desiderio in un'epoca commerciale. Fino a quel momento le prostitute erano malviste perché merce improduttiva, e considerate sterili per natura (almeno finché si può credere nella necessità dell'orgasmo femminile alla procreazione). Un'idea che proviene dal Medioevo, quando "la prostituzione è sterile perché il modo dello scambio che rappresenta è sterile. Come l'usura - peccato mortale - la prostituzione è puro scambio." (L'usura è una sorta di incesto). Ma nell'era del libero mercato l'usura non è più peccato, tutt'altro. Ma può l'economia liberale sorreggere il corpo sociale ed il corpo sessuale?
4. Freud rientra nell'epoca dei Lumi (crede nell'incommensurabilità dei sessi) e allo stesso tempo fuori (la libido non ha sesso). Pene e clitoride sono organi erogeni assimilabili; nella donna il clitoride cede il posto alla vagina per un caso di isteria generalizzata. La scoperta dell'orgasmo clitorideo è un bluff (era già cosa nota alla scienza del tempo). Ma l'invenzione della rimozione puberale, che costringe l'uomo ad intensificare le sue prestazioni, è sulle orme di Rousseau: anche per Freud la modestia è la culla della civiltà. Eppure egli sapeva di non avere prove di questo trasferimento dell'eccitabilità erogena. "La storia del clitoride è una parabola della cultura, di come il corpo assuma una forma giovevole alla civiltà non in virtù di un'evoluzione spontanea, ma suo malgrado". Questa idea, tuttavia, Freud la prende in prestito da una tribù dove si pratica l'escissione del clitoride; mostrandoci così quanto è difficile per la cultura far rientrare il corpo nelle categorie necessarie ai fini della riproduzione biologica e naturale.

- Conclusione: "il linguaggio muta col tempo… ma il contenuto di ciò che si dice riguardo alla differenza sessuale è svincolato dai fatti ed ha tutta la libertà di un gioco della mente".

## Edizioni
- Thomas Laqueur, L'identità sessuale dai Greci a Freud, traduzione di Giovanni Ferrara degli Uberti, collana Storia e società, Laterza, 1992,  p. 400.